# Shōtōkai-ryū
 (juin 2015).
Si vous disposez d'ouvrages ou d'articles de référence ou si vous connaissez des sites web de qualité traitant du thème abordé ici, merci de compléter l'article en donnant les références utiles à sa vérifiabilité et en les liant à la section « Notes et références ».
Le shōtōkai-ryū est un style de karaté qui s'inscrit directement dans la lignée de l'enseignement originel du maître Gichin Funakoshi. De ce fait l'accent est mis sur le développement personnel et la coopération dans l'apprentissage entre élèves ; il n'y a aucune compétition d'organisée entre pratiquants. 
Les techniques modernes d'attaque et de défense sont largement dues à l'évolution impulsée par le maître Shigeru Egami dans les années 1960.

## Histoire

### Naissance et développement au Japon
Le karaté (空手道,, Karate-dō) est un art martial, dit japonais. Cependant, son origine est okinawaïenne (l'île principale de l'archipel Ryūkyū), qui a longtemps constitué un royaume indépendant du Japon, au sud de l'île de Kyūshū.
Le karaté est introduit au Japon dans les années 1920 par Gichin Funakoshi, un élève de Ankō Itosu. Son premier dojo au Japon ouvre ses portes en 1922, après sa démonstration à l’École Normale Supérieure de Tokyo. Le maître raconte « Quand j’avais du temps, j’allais me promener aux pieds de la montagne Torao. Quand il y avait du vent on entendait le bruit du vent qui produisit des ondulations dans les branches des pins qui ressemblaient alors à des vagues et l’on pouvait sentir le profond et intouchable mystère qui forme les racines de tout ce qui vit. »
Le style de Funakoshi est nommé Shotoryu « école de Shoto ». « Sho » signifie « pin » et « To » se traduit par « vague »; on peut donc traduire le terme Shoto par « vagues dans les pins » qui représente les ondulations des branches produites par le vent dans les pins. Shoto est le pseudonyme avec lequel Funakoshi signait ses poèmes chinois.
Funakoshi, né en 1868, maîtrise les techniques des styles Shorin et Shorei. En plus, il étudie des œuvres classiques, la littérature chinoise et la calligraphie. Il enseigne à l’école publique comme instituteur. Funakoshi souligne toujours la relation des arts martiaux avec le Bouddhisme-Zen. C’est une des raisons pour lesquelles il change le symbole Kanji du karaté de « main chinoise (To-te) » à « main vide (karate) ». Le terme fait référence au vide du Zen. L'autre raison est, au yeux de l'autorité japonaise, l'histoire rebelle de l'île d'origine du karaté et l'origine réputée chinoise de cet art martial. La décision de Funakoshi suit l’air du temps, celui du nationalisme japonais en plein progression politique. Le karaté-do de Funakoshi, qui est selon les intentions du fondateur un art martial avec des buts pédagogiques, s’inscrit donc de plus en plus sous l’influence des cercles national-militaristes.
Peu à peu le gouvernement s’intéresse en effet à cette pratique et, en 1917, le maître Funakoshi, délégué par ses collègues d’Okinawa, est invité au Butoku Den (siège central de la Dai Nippon Butoku Kai) pour effectuer la première démonstration de karaté en dehors d'Okinawa. En mars 1921, le prince héritier Hirohito, en partance pour l’Europe, assiste à une démonstration de karaté et, en 1922, Jigorō Kanō, le fondateur du Judo, l’invite à une démonstration privée au Kōdōkan à Tokyo. Toutes ces promotions permettent au karaté d’acquérir ses lettres de noblesse au sein de l’armée impériale.
Au sein de la Dai Nippon Butoku Kai de nombreux experts dans toutes les disciplines martiales, dont Funakoshi, constitue un centre national pour l’entraînement, la recherche et la publication dans le domaine des arts martiaux. Ce centre institue alors, en 1931, les titres de Hanshi, Kyōshi et Renshi pour garantir la compétence et la reconnaissance nationale des titres de Maître en arts martiaux. Funakoshi intègre alors le système des titres nationaux dans son art et la Dai Nippon Butoku Kai reconnait quatre écoles comme styles principaux : Shōtōkan-ryū, Shitō-ryū, Gōjū-ryū et Wadō-ryū.

### Shōtōkan et Shōtōkai
À l'origine Shotokan et Shotokai n’étaient pas des styles de karaté. Si l’on se réfère à la période moderne du karaté, depuis son introduction au Japon par Funakoshi, il n’y avait qu’un style, celui pratiqué par le maître lui-même, et il n’avait pas de nom particulier. Shoto étant le nom de plume de Funakoshi, de fait, Shotokan est devenu le nom du dojo en tant qu'établissement où les élèves reçoivent la pratique du maître.
Après la Seconde Guerre mondiale, le groupe d'élèves de Funakoshi se scinde en deux. Un des points d’achoppement entre les deux groupes tourne autour de l'organisation de compétitions, ce que Funakoshi a toujours refusée, et que certains veulent réaliser. Pendant la guerre le Shotokan est détruit, certains élèves de Funakoshi – Nakayama, Nishima et Obata – demandent l’introduction de l'entraînement à la compétition et la diffusion du karaté dans des compétitions de forme championnat ou coupe. Nakayama fonde en 1949 la JKA « Japan Karate Association » avec le but d'établir le karaté comme sport de compétition. Funakoshi refuse de soutenir cela, mais est quand même nommé « instructeur d’honneur », un honneur qu'il n’acceptera jamais. Il nomme alors son successeur, un de ses élèves qui suit les mêmes valeurs éthiques de l’art martial : Shigeru Egami.
Deux groupes émerge ainsi : la Japan Karate Association (JKA), se réclamant du Shotokan-ryu, et la Nihon Karate-Do Shotokai (NKS), fondatrice du terme Shotokai-ryu. Cette dernière reste fidèle aux préceptes enseignés par Funakoshi. Celui-ci meurt en 1957 et les premières compétitions universitaires de karaté sont immédiatement organisées.

### L'esprit de Shōtōkai
Shigeru Egami succède à Funakoshi en 1957, et prend ses charges au Hombu dōjō (dojo central) et la direction du Nihon Karate-Do Shotokai en tant que directeur technique, fonction qu’il conserve jusqu'à sa mort en 1981. À partir des années 1960, les changements apportés au Shotokan par Egami deviennent si importants et influents que l'on commence à parler de style Shotokai. Ironiquement « Shotokan » reste le nom du dojo d'origine à Tokyo, qui appartient encore aujourd'hui à l'association NKS.
Les changements apportés par Egami n'affectent pas exclusivement la partie technique. Ils marquent également la philosophie de la discipline. Auparavant, les mouvements se faisaient principalement en ligne droite, Egami privilégie les mouvements circulaires ou latéraux, d'autres sont ascendants ou descendants. Les actions offensives aussi bien que les techniques de blocage sont transformées. Les techniques qui jalonnent les katas se diversifient et gagnent en fluidité. Egami reste fidèle à l’esprit du karaté-do de Funakoshi, reconnu comme le « Père du Karaté-Do » : le but est d'avancer de la technique (jutsu) vers la voie (do).

## Diffusion du Shōtōkai

### Dans le Monde
Dans les années 1950, le karaté s’exporte hors du Japon le plus souvent sous la dénomination Shotokan, car ce faisant sous l'impulsion de la JKA. La NKS n'a elle pas cette volonté et le style Shotokai reste alors limité au Japon.

### En Europe
Le Shotokai est essentiellement développé en Europe par trois maîtres japonais, à partir des années 1960 : Tetsuji Murakami, Mitsusuke Harada et Atsuo Hiruma.
Murakami, élève de Masaji Yamaguchi, apprend d'abord le Shotokan, dont il vient enseigner la pratique à Paris dès 1957 à la demande d'Henri Plée, pionnier du karaté en France. Devant l'évolution du Shotokan vers une forme de sport de compétition, il sent le besoin d'un retour aux sources et retourne au Japon en 1968 où il rencontre Egami qui lui enseigne les évolutions vers le Shotokai. De retour en France, il convertit ses élèves à ce style qu'il enseignera jusqu'à sa mort en 1987. Il fonde les associations Murakami-kai et Shotokai-France et organise des stages à travers l'Europe : Italie, Yougoslavie, Suisse,
Harada, élève de Funakoshi puis d'Egami, ouvre un dojo de Shotokai d'abord au Brésil, où il travaille comme expatrié pour une banque japonaise, dans les années 1950, puis en Angleterre à partir de 1965. La même année il fonde sa propre organisation, la Karaté Do Shotokai (KDS), déçu par le peu de soutien reçu de la part d'Egami et de la NKS. La KDS diffuse ensuite le Shotokai dans d'autres pays d'Europe dont la France,.
Hiruma, élève d'Egami, se voit nommé délégué à l'Europe pour la NKS en 1966 et s'installe en Espagne, pays dans lequel il est le premier maître japonais à venir développer le karaté. Dans les décennies qui suivent il développe le Shotokai au Portugal, en Italie, au Mexique, à Cuba ou encore au Maroc.

### En France
En France, plusieurs groupes se développent à partir du milieu des années 1960 :
- le groupe historique du KDS de maître Harada,
- les groupes de l'ancien Murakami-Kai de maître Murakami : KDSE, Mushinkai, IKDS,
- des associations indépendantes. Notamment dans la vallée du Rhône, entre 1970 et 1990, le groupe de Gérard Javon qui regroupe plus 800 pratiquants sous la fédération à vocation culturelle, FFYK (Fédération Française Yamato Kan).

Au XXIe siècle la volonté de se rassembler est toujours présente et de nouveaux collectifs apparaissent :
- l'association France Shotokai Karate-Do (FSK), créé en 2007 par Jean Olive, reconnu par la FFKDA,
- le groupe Shotokai représenté au sein de la FEKAMT,
- le groupe Shotokai représenté au sein de l'AKSER.
- le groupe shotokai Yamato Kan  représenté au sein de la FAMA (Fédération des Arts Martiaux Autonomes).

## Les spécificités du Shōtōkai
- L'absence de compétition : On ne doit pas chercher la victoire sur un adversaire mais contre soi-même et l’harmonie avec les autres. C'est une des raisons de la séparation entre JKA et NKS.
- Fluidité et naturel : Un autre concept est la recherche du naturel et la fluidité des déplacements ainsi que des techniques. Selon les écoles le travail de fluidité est particulièrement présent.
- La forme du poing : Concentrer un maximum d'énergie sur une minimum de surface. La forme du poing est souvent Nakadaka ipponken , c'est-à-dire le poing fermé avec proéminence du majeur.
- Aller loin : La particularité du Shotokai est de chercher loin, avec des mouvements fluides, rapides et puissants. Engager l'intégralité de son corps avec l'idée de traverser.
- L’harmonie du corps et de l’esprit : On ne peut pas séparer le corps de l’esprit, c’est pour cela qu'il faille éduquer aussi le mental. Le mental est prédominant plus que la technique. Si on ne peut pas contrôler l’esprit, on ne pourra contrôler le corps.
- Des postures basses : Pour amplifier le mouvement et renforcer le corps et l'esprit.
- La recherche d'Irimi : C'est un mot qui se compose du verbe « hairu » qui signifie entrer et du nom « mi » qui signifie corps ou chair ; littéralement « entrer dans le corps », la recherche est un engagement total de l'esprit et du corps dans l'action.